# Temanto
Temanto ist eine Ortschaft im westafrikanischen Staat Gambia.
Nach einer Berechnung für das Jahr 2013 leben dort etwa 167 Einwohner, das Ergebnis der letzten veröffentlichten Volkszählung von 1993 betrug 135.

## Geographie
Temanto liegt in der Upper River Region, Distrikt Kantora. Der Ort liegt südlich der South Bank Road zwischen Sare Alpha und Fatoto, rund 2,9 Kilometer westlich von Fatoto.

## Kultur und Sehenswürdigkeiten
Nach einer Auflistung des National Centre for Arts and Culture war Temanto ein Standort eines Tatos.